# Escalopinis
Els escalopinis (Scalopini) són una tribu de tàlpids. Inclouen tots els «talps del Nou Món» tret del sorprenentment diferent talp de musell estrellat. A Nord-amèrica se'ls pot trobar a gairebé qualsevol lloc on el sòl i les altres condicions ho permetin, excepte al nord del Canadà i cap al sud de les àrees de Nou Mèxic, on el sòl no és massa sorrenc.